# فتح‌المبین (شهر)
فتح‌المبین شهری از توابع بخش فتح‌المبین شهرستان شوش در استان خوزستان است. که پیش از این نامش شهر صرخه بود و سپس تغییر نام پیدا کرد  این شهر به دلیل مجاورتش با یادمان کشته شدگان عملیات فتح‌المبین، فتح‌المبین نام‌گذاری شده‌است.

## جمعیت
بر اساس سرشماری مرکز آمار ایران در سال ۱۳۹۰، جمعیت شهر فتح‌المبینِ صرخه ۲۷۶۹ نفر (۵۹۴ خانوار) است.

## تغییر نام
شهر فتح المبین که تا سال۱۳۹۰ به نام صَرخه رسمیت داشته در ۱۲ مرداد همان سال و با نامه رسمی معاون سیاسی وزیر کشور وقت، سید صولت مرتضوی به آقای حجازی استاندار وقت خوزستان، به شهر فتح المبین تغییر نام بدهد. شهروندان فتح المبین؛ اغلب از قبیله عربی صرخه هستند.

## تاریخ صرخه
برای غرب کرخه، منطقهٔ صرخه با تصاویر رهبران قبیلهٔ صرخه در مضیف‌های خود شناخته می‌شود. صرخه به عنوان یکی از شهرهای بخش فتح المبین مترادف با زبان اجتماعی این مردان قرار گرفته‌است.
صرخه در لغت به معنای فریادی با آهنگ خشم است و بنابر منابع معتبر تبارشناسی عرب، نام جد بزرگ قبیلهٔ صرخه معرفی شده‌است.
بنابر دلائلی مجهول بازماندگان این شخص، با عنوان "الصرخیون " به وی منتسب شدند. این قبیله ریشه‌ای علوی داشته و منتسب به اهل بیت نیز هست. «قلقشندی» صرخه را با عنوان شکرة یاد کردهاست.
آن‌ها که اشراف مکه به‌شمار می‌رفتند، در قرن دوازده میلادی و با زعامت مشیرف که از نسل قتادة بن ادریس بود به عراق مهاجرت کردند و در منطقه میسان و غرب كرخه خوزستان مستقر شدند.
قبیلهٔ بنی لام آل عبدالخان در قرن چهاردهم با قبیله صرخه هم پیمان شد. به گفته مستشرقی آلمانی، صرخه در غرب کرخه ۸۰۰ چادر منصوب داشت. در دو صده اخیر صرخه ایها تصمیم بر یکجانشینی گرفتند و سرانجام در محل کنونی شهر فتح المبین مستقر شدند. بنابر گفته‌ها شخصی به نام "عزیز بن ماهور " کلنگ منطقهٔ صرخه را بر زمین زد. همچنین افراد این قبیله با توجه به گرایششان به تشیع، در طول تاریخ ارتباط تنگاتنگی با فرهنگ ایرانی-شیعی داشته‌اند.
قبیله صرخه در جنگ هشت ساله عراق بر علیه ایران شمار زیادی از مردم خود را برای دفاع از کشور ایران از دست داد.

## تلفظ صرخه
در ایران نام‌های خانوادگی بعضی از اقوام عرب که ریشهٔ عربی دارند به اشتباه با ساختار واژگانی فارسی نوشته و تلفظ می‌شوند که باعث شده اصل آن حفظ نشود و همچنین دچار اختلاف معنایی گردد. این مشکل زمانی حادتر می‌شود که یک نام یا اصطلاح در زبان عربی به شکلی خاص تلفظ شود و ما مجبور به تلفظ و نگارش دقیق آن واژه به خط فارسی باشیم. این اصطلاحات، نام‌های خانوادگی نام قبیلهٔ شخص منسوب به آن است. در این میان شخص منسوب به قبیله (الصرخة) با ساختار واژگانی فارسی (سرخه) به غلط تلفظ و نوشته می‌شود. اهمیت این موضوع زمانی مشخص می‌شود که بدانیم مطابق فتوای همه مراجع تقلید تشیع و رجال دین، رعایت مخارج حروف زبان عربی در خواندن نماز، واجب می‌باشد. این تأکید علما تنها بخاطر حفظ معنا و مغهوم کلمات عربی است.
در زبان عربی صاد همان تلفظ سین است یعنی با نزدیک شدن سطح جلوی زبان (عقب‌تر از نوک زبان) با قسمت مقابل خود ایجاد می‌گردد. در تلفظ حرف صاد، کفِ زبان گود شده و ریشه زبان به سوی کام بالا می‌آید؛ و به عبارت ساده‌تر سین، دهان افقی و کم حجم اما صاد، دهان عمودی و حجیم است.
هر کلمه‌ای که صاد دارد بی شک عربی است. اینجاست که تلفظ و نوشتار صحیح نام خانوادگی (صرخه) را در میابیم. از آنجا که صرخه اسم علم از جد بزرگ قبیله صرخه است؛ براساس قواعد عربی فارغ از بحث‌های معنایی، باید به همین شکل نوشته شود. حروف عربی مختص به این گروه زبانی که در نام‌های خانوادگی عرب‌های خوزستان مشاهده می‌شود یکی از دلائل اصالت عربی این اشخاص است.
همین مسئله و نوشتار غلط صرخه به سرخه، باعث شد تا این شایعه به وجود بیاید که اهالی شهرستان سرخه در استان سمنان از همین صرخی‌های عرب هستند، حال آنکه تنها وجه تسمیه این شهر را وجود کوه‌های سرخ در اطراف آن گفته‌اند